# Thierry Duvaldestin
Thierry Duvaldestin, född 27 februari 1971 i L'Aigle i nordvästra Frankrike, är en fransk travtränare, travkusk och montéryttare. Han är mest känd för att ha tränat Ready Cash, som vann Prix d'Amérique två gånger. Han har även tränat stjärnhästar som Briac Dark och Pearl Queen.

## Karriär
Thierry Duvaldestin utbildade sig inom travsporten på Chantillyskolan, och fick sedan jobb som lärling hos stortränaren Jean-Pierre Dubois. Han tog sin första seger i ett travlopp på Vincennesbanan 1990. Efter tiden hos Dubois blev han privattränare under en tid, men driver sedan 1996 sin egen tränarrörelse. Han har sin bas i La Ferté-Frênel i departementet Orne i nordvästra Frankrike.
Till december 2018 har han tagit ca 2400 segrar som tränare och ca 1400 segrar som kusk.
Duvaldestin tog över stjärnhästen Ready Cash från Philippe Allaires träning i september 2010. Ready Cash vann sedan Prix d'Amérique både 2011 och 2012 tillsammans med Franck Nivard i sulkyn. Han har även tränat Pearl Queen som bland annat vunnit sex st Grupp 1-lopp. I mars 2010 tilldelades han, som förare och tränare för Piombino, priset France-Soir (Quinté Plus) av Jean-Pierre Thiollet.

## Större segrar i urval
| År   | Lopp                           | Häst             | Kusk                | Grupp   |
| ---- | ------------------------------ | ---------------- | ------------------- | ------- |
| 2003 | Critérium des 4 ans            | Lulo Josselyn    | Thierry Duvaldestin | Grupp 1 |
| 2004 | Prix de l'Étoile               | Nuage Noir       | Thierry Duvaldestin | Grupp 1 |
| 2005 | Prix de l'Étoile               | Onyx du Goutier  | Thierry Duvaldestin | Grupp 1 |
| 2006 | Prix de l'Étoile               | Pearl Queen      | Thierry Duvaldestin | Grupp 1 |
| 2006 | Critérium des 3 ans            | Pearl Queen      | Thierry Duvaldestin | Grupp 1 |
| 2006 | Critérium des Jeunes           | Pearl Queen      | Thierry Duvaldestin | Grupp 1 |
| 2006 | Europeiskt treåringschampionat | Pearl Queen      | Thierry Duvaldestin | Grupp 1 |
| 2008 | Prix de l'Étoile               | Return Money     | Thierry Duvaldestin | Grupp 1 |
| 2009 | Prix de Paris                  | Prince Gédé      | Thierry Duvaldestin | Grupp 1 |
| 2009 | Prix de l'Étoile               | Saxo de Vandel   | Éric Raffin         | Grupp 1 |
| 2011 | Prix d'Amérique                | Ready Cash       | Franck Nivard       | Grupp 1 |
| 2011 | Prix de France                 | Ready Cash       | Franck Nivard       | Grupp 1 |
| 2011 | Prix de l'Étoile               | Union d'Urzy     | Joseph Verbeeck     | Grupp 1 |
| 2011 | Critérium des Jeunes           | Uaukir           | Franck Nivard       | Grupp 1 |
| 2012 | Prix d'Amérique                | Ready Cash       | Franck Nivard       | Grupp 1 |
| 2012 | Grand Prix de Wallonie         | Ready Cash       | Franck Nivard       | Grupp 1 |
| 2013 | Prix de France                 | Ready Cash       | Franck Nivard       | Grupp 1 |
| 2013 | UET Trotting Masters           | Ready Cash       | Franck Nivard       | Grupp 1 |
| 2013 | Prix de Paris                  | Ready Cash       | Franck Nivard       | Grupp 1 |
| 2013 | Prix de l'Étoile               | Avila            | Thierry Duvaldestin | Grupp 1 |
| 2013 | Critérium des Jeunes           | Avila            | Thierry Duvaldestin | Grupp 1 |
| 2015 | Prix de l'Étoile               | Cristal Money    | Franck Nivard       | Grupp 1 |
| 2019 | Critérium des 4 ans            | Falcao de Laurma | Thierry Duvaldestin | Grupp 1 |
| 2021 | Critérium des Jeunes           | In the Money     | Thierry Duvaldestin | Grupp 1 |
| 2022 | Prix de Sélection              | Idao de Tillard  | Clément Duvaldestin | Grupp 1 |